# Concha Casado
María Concepción Casado Lobato (León, 1920-León, 22 de agosto de 2016), más conocida como Concha Casado, fue una filóloga y etnógrafa española, impulsora de la difusión, recuperación y conservación del patrimonio popular de la provincia de León.

## Biografía
Nació en 1920 en la calle Varillas de León, donde su padre tenía un establecimiento textil. Sus padres, de oficio comerciantes, eran Jacinto Casado, procedente de Pobladura de Pelayo García, y Concha Lobato, procedente de Faramontanos de la Sierra, y fue la quinta de seis hermanos, tres chicas y tres chicos.
Estudió en el colegio de las Hermanas Carmelitas de la Caridad y en el Instituto Padre Isla. Entre 1937 y 1939 ejerció de enfermera y tras finalizar la Guerra Civil se trasladó a Madrid, donde inició la carrera de Filosofía y Letras. Allí vivió en la Residencia de Señoritas y tuvo por maestros, entre otros, a Rafael Lapesa, Diego Angulo y, sobre todo, Dámaso Alonso, que fue el director de su tesis El habla de la Cabrera Alta: Contribución al dialecto leonés (1948), en la cual siguió el método de la escuela alemana de Fritz Krüger. En La Cabrera convivió con sus gentes durante seis meses, residiendo en la localidad de Truchas, y como método para recoger las palabras, pues si tomaba notas la gente se callaba, las cosía en un mandil cuando se las escuchaba a la gente.
Tras la obtención de la licenciatura en Filosofía y Letras, especialidad de Filología Románica, en 1945 se incorporó al CSIC (Consejo Superior de Investigaciones Científicas), donde trabajó en el Departamento de Etnografía, y en 1947 obtuvo el doctorado en Filosofía y Letras, calificado con premio extraordinario, gracias al trabajó que realizó en La Cabrera. En Madrid vivió hasta su jubilación; además de Dámaso Alonso, trabajó con Julio Caro Baroja, Antonio Cid, Antonio Cea, Soledad Carrasco, Julio Camarena y Carmen Ortiz, entre otros. En aquellos años también coincidió con Guzmán Álvarez, que realizó su tesis sobre El habla de Babia y Laciana. Fue directora de la Revista de Filología Española y de la Revista de Dialectología y Tradiciones Populares. Asimismo, fue directora del Instituto de Filología Hispánica Miguel de Cervantes.
En 1988 regresó a León, donde vivió sus últimos años en el convento de las Carbajalas, e inició su trabajo en el campo de la etnografía; recorrió toda la provincia, investigando sobre la indumentaria tradicional leonesa, y promovió la conservación de la arquitectura popular, los oficios artesanales y las tradiciones de todo el ciclo vital. Acudió a numerosas escuelas urbanas y rurales donde daba lecciones magistrales bajo el mensaje de que «la educación es la clave para salvar el patrimonio». Tuvo un papel protagonista en la creación de varios museos comarcales como el Alfar Museo de Jiménez de Jamuz, el Batán Museo de Val de San Lorenzo, el Museo de la Cabrera de Encinedo, el Museo del Monacato de Carracedo y el Museo de la Arriería de Santiago Millas, y fue protectora de los monasterios de Gradefes y Carrizo de la Ribera.
Formó parte del Consejo Asesor del Instituto Leonés de Cultura, fue miembro de la Comisión Etnográfica y de la Comisión del Patrimonio de la Junta de Castilla y León, y fue Patrona de la Fundación Hullera Vasco-Leonesa y de la Fundación Joaquín Díaz. El Museo de los Pueblos Leoneses le dedicó su «Biblioteca Etnográfica Concha Casado», en la que se recogen más de 6000 objetos personales y profesionales así como material relacionado con la cultura tradicional, y el Centro de Educación de Personas Adultas de San Andrés del Rabanedo, en Trobajo del Camino, lleva su nombre.
Falleció en León el 22 de agosto de 2016 tras una complicación respiratoria.

## Obra
Fue autora de numerosas obras individuales y colectivas, así como artículos en los que recogió distintos aspectos de la cultura, la tradición y el arte popular. Entre ellas:
- León (1977)
- Colección diplomática del monasterio de Carrizo (1983)
- Viajeros por León (1985)
- Los Monasterios de Santa María de Carrizo y Santa María de Sandoval (1986)
- El Monasterio Santa María de Gradefes (1987)
- El Monasterio San Miguel de Las Dueñas (1987)
- León y sus comarcas (1991)
- Indumentaria tradicional de las comarcas leonesas (1991)
- Guía de artesanía de Castilla y León (1992)
- El habla de la Cabrera Alta (2002)
- La Cabrera y su arquitectura tradicional (2006)
- Artesanías tradicionales en tierras de León (2008)
- Las danzas de paloteo y las representaciones teatrales en los pueblos de La Cabrera (2009)
- La Cabrera tal como era (2012)

## Premios y reconocimientos
- Leonesa del Año (1989).[4]
- Hija Adoptiva de La Cabrera (1995).[9]
- Protectora y valedora de la Maragatería (1996).[10]
- Hija Adoptiva de Carrizo de la Ribera (1997).[9]
- Premio Clínica San Francisco (2000).
- Premio Nacional de Folklore Agapito Marazuela (2001).[5]
- Premio Castilla y León a la Restauración y Conservación del Patrimonio (2009).[5]
- Medalla de Oro de la Provincia de León (2012).[5]
- Premio Alfonso IX (2015).[9]